# 韌皮強棘杜父魚
韌皮強棘杜父魚，為輻鰭魚綱鮋形目杜父魚亞目杜父魚科的其中一種，為溫帶海水魚，分布於中太平洋東部美國加州南部海域，棲息深度11-256公尺，體長可達17公分，棲息底層水域，生活習性不明。

## 扩展阅读
維基物種上的相關：韌皮強棘杜父魚